# Gaëtan Robail
Gaëtan Robail (Saint-Pol-sur-Ternoise, 9 gennaio 1994) è un calciatore francese, centrocampista dell'RWDM47.

## Carriera
Cresciuto nelle giovanili dell'Arras, fa il suo esordio in prima squadra il 27 febbraio 2013 contro il Gravelines, nella partita di CFA 2. Segna il suo primo gol in una squadra maggiore il 2 marzo 2013 contro l'Ailly, in una vittoria per 3-1. La stagione successiva collezione 24 presenze e segna 8 gol in campionato e, con la squadra che vince il proprio girone di CFA 2, viene promosso in CFA. La stagione 2014-2015 la Squadra raggiunge la salvezza in CFA con Robail che segna 8 gol. La stagione successiva arriva un 5º posto in campionato e Robail è autore di 6 gol nella competizione. 
La stagione successiva firma il suo primo contratto da professionista, con il Paris Saint-Germain, rimanendo inizialmente con la squadra riserve nel CFA.
Dopo aver giocato un anno nella squadra riserve del PSG, il 17 luglio 2017 viene mandato in prestito al Cercle Bruges, militante in Proximus League. 
Già a gennaio 2018, dopo 8 presenze in Belgio, cambia casacca, passando, sempre in prestito, al Valenciennes, militante in Ligue 2. Anche la stagione 2018-2019 la passa in prestito al Valenciennes, col quale raggiunge per la prima volta la doppia cifra di gol in campionato, 10. 
Ritornato al PSG dal prestito, il 19 giugno 2019 viene ceduto a titolo definitivo al Lens. Durante la stagione, con la squadra che si ritrovava 2ª in campionato, scoppia la pandemia di COVID-19 e i campionati francesi vengono interrotti: la squadra viene perciò promossa in Ligue 1.
Il 5 ottobre 2020, a stagione già ampiamente iniziata, passa in prestito al Guingamp in Ligue 2. A gennaio però lascia il club per accasarsi nuovamente a Valenciennes, in prestito per 18 mesi.
Il 22 luglio 2022 si trasferisce gratuitamente ai greci dell'Atromītos, coi quali firma un contratto biennale.
Il 2 luglio 2024 si trasferì al RWDM47, militante nella seconda serie belga, firmando un contratto di due anni.

## Statistiche

### Presenze e reti nei club
Statistiche aggiornate al 7 settembre 2024.
| Stagione            | Squadra               | Campionato          | Campionato | Campionato | Coppe nazionali | Coppe nazionali | Coppe nazionali | Coppe continentali | Coppe continentali | Coppe continentali | Altre coppe | Altre coppe | Altre coppe | Totale | Totale |
| Stagione            | Squadra               | Comp                | Pres       | Reti       | Comp            | Pres            | Reti            | Comp               | Pres               | Reti               | Comp        | Pres        | Reti        | Pres   | Reti   |
| ------------------- | --------------------- | ------------------- | ---------- | ---------- | --------------- | --------------- | --------------- | ------------------ | ------------------ | ------------------ | ----------- | ----------- | ----------- | ------ | ------ |
| 2012-2013           | Arras                 | CFA2                | 10         | 3          | CF+CdL          | 0               | 0               | -                  | -                  | -                  | -           | -           | -           | 10     | 3      |
| 2013-2014           | Arras                 | CFA2                | 24         | 9          | CF+CdL          | 1+0             | 0               | -                  | -                  | -                  | -           | -           | -           | 25     | 9      |
| 2014-2015           | Arras                 | CFA                 | 25         | 8          | CF+CdL          | 0               | 0               | -                  | -                  | -                  | -           | -           | -           | 25     | 8      |
| 2015-2016           | Arras                 | CFA                 | 30         | 6          | CF+CdL          | 0               | 0               | -                  | -                  | -                  | -           | -           | -           | 30     | 6      |
| Totale Arras        | Totale Arras          | Totale Arras        | 89         | 26         |                 | 1               | 0               |                    | -                  | -                  |             | -           | -           | 90     | 26     |
| 2016-2017           | Paris Saint-Germain 2 | CFA                 | 20         | 8          | CF+CdL          | 0               | 0               | -                  | -                  | -                  | -           | -           | -           | 20     | 8      |
| 2017-gen. 2018      | Cercle Bruges         | 2D                  | 7          | 0          | CB              | 1               | 0               | -                  | -                  | -                  | -           | -           | -           | 8      | 0      |
| gen.-giu. 2018      | Valenciennes          | L2                  | 14         | 7          | CF+CdL          | -               | -               | -                  | -                  | -                  | -           | -           | -           | 14     | 7      |
| 2018-2019           | Valenciennes          | L2                  | 30         | 10         | CF+CdL          | 1+1             | 1+0             | -                  | -                  | -                  | -           | -           | -           | 32     | 11     |
| 2019-2020           | Lens                  | L2                  | 24         | 7          | CF+CdL          | 1+2             | 0               | -                  | -                  | -                  | -           | -           | -           | 27     | 7      |
| lug.-ott. 2020      | Lens                  | L1                  | 0          | 0          | CF              | 0               | 0               | -                  | -                  | -                  | -           | -           | -           | 0      | 0      |
| Totale Lens         | Totale Lens           | Totale Lens         | 24         | 7          |                 | 3               | 0               |                    | -                  | -                  |             | -           | -           | 27     | 7      |
| ott. 2020-gen. 2021 | Guingamp              | L2                  | 9          | 0          | CF              | 0               | 0               | -                  | -                  | -                  | -           | -           | -           | 9      | 0      |
| gen.-giu. 2021      | Valenciennes          | L2                  | 14         | 0          | CF              | 3               | 0               | -                  | -                  | -                  | -           | -           | -           | 17     | 0      |
| 2021-2022           | Valenciennes          | L2                  | 33         | 4          | CF              | 2               | 0               | -                  | -                  | -                  | -           | -           | -           | 35     | 4      |
| Totale Valenciennes | Totale Valenciennes   | Totale Valenciennes | 91         | 21         |                 | 7               | 1               |                    | -                  | -                  |             | -           | -           | 76     | 22     |
| 2022-2023           | Atromītos             | SL                  | 26+7       | 4+1        | CG              | 2               | 0               | -                  | -                  | -                  | -           | -           | -           | 35     | 5      |
| 2023-2024           | Atromītos             | SL                  | 19+4       | 4+0        | CG              | 4               | 0               | -                  | -                  | -                  | -           | -           | -           | 27     | 4      |
| Totale Atromītos    | Totale Atromītos      | Totale Atromītos    | 45+11      | 8+1        |                 | 6               | 0               |                    | -                  | -                  |             | -           | -           | 62     | 9      |
| 2024-2025           | RWDM47                | D2                  | 3          | 3          | CB              | 1               | 1               | -                  | -                  | -                  | -           | -           | -           | 4      | 4      |
| Totale carriera     | Totale carriera       | Totale carriera     | 299        | 74         |                 | 19              | 2               |                    | -                  | -                  |             | -           | -           | 318    | 76     |

## Palmarès

### Club

#### Competizioni interregionali
- Championnat de France amateur 2: 1

Arras: 2013-2014